# Kagalnyickajai járás
A Kagalnyickajai járás (oroszul: Кагальницкий муниципальный район) Oroszország egyik járása a Rosztovi területen. Székhelye Kagalnyickaja.

## Népesség
- 1989-ben 27 901 lakosa volt.
- 2002-ben 31 189 lakosa volt.
- 2010-ben 30 489 lakosa volt, melyből 27 325 orosz, 1 168 örmény, 434 ukrán, 240 cigány, 227 asszír, 108 német, 101 fehérorosz, 92 grúz, 86 moldáv, 64 azeri, 53 tatár, 49 koreai, 35 ezid, 30 csuvas stb.